# Petit-Pont
El Petit-Pont (tdl. ‘Pequeño Puente’) es un puente que atraviesa el río Sena en París, en Francia. Une la margen izquierda del río Sena con la Isla de la Cité. Su nombre proviene del hecho que permitía atravesar el pequeño brazo del río Sena. También existía un Grand-Pont en el siglo IX bajo el reinado de Carlos el Calvo que permitía salvar el gran brazo del Sena (este último será reemplazado por el Pont au Change). 

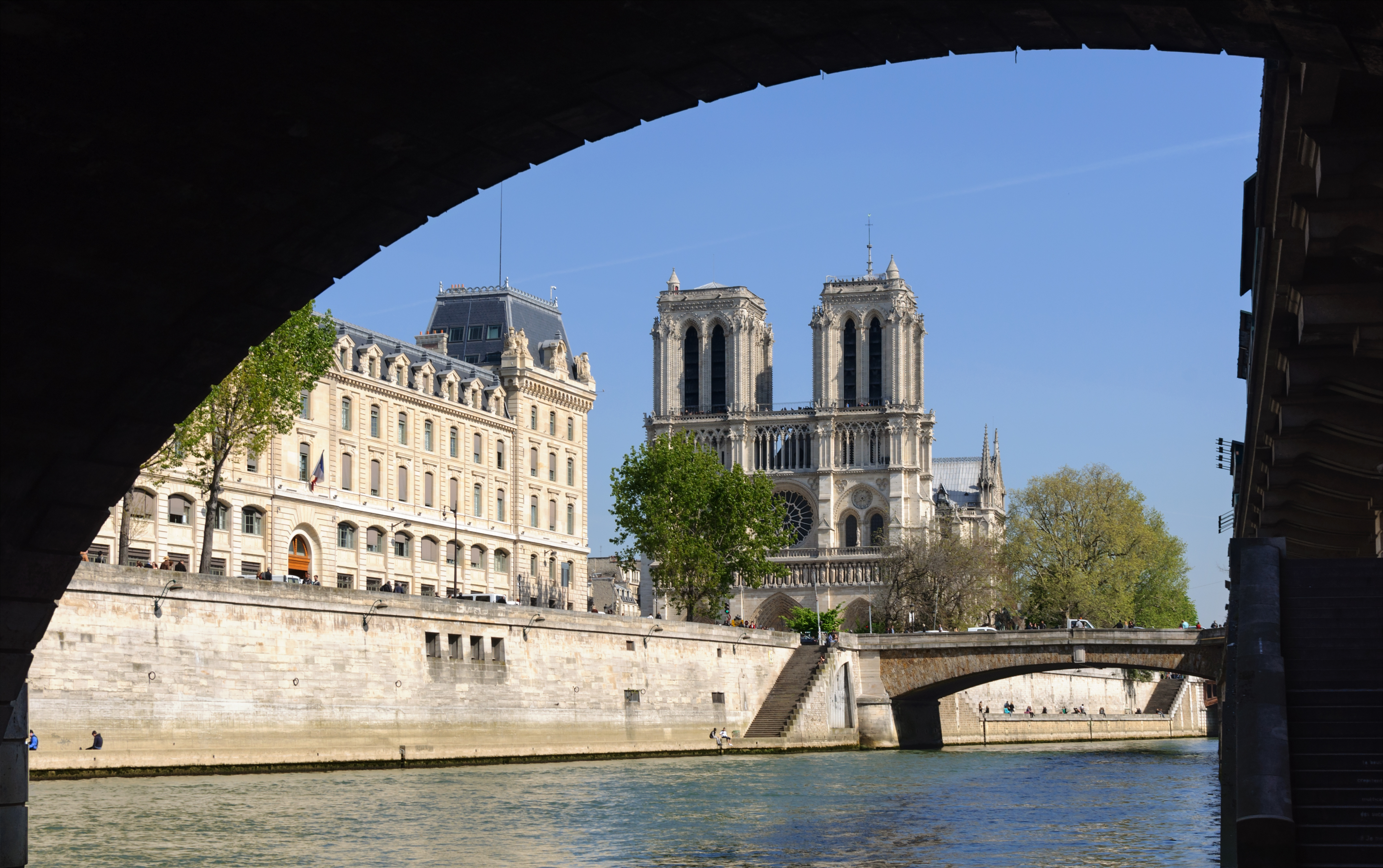
Catedral de Notre Dame y el Petit-Pont vistos el puente Saint-Michel

El actual Petit-Pont fue construido en 1853, pero una estructura similar ha cruzado el Sena en ese emplazamiento desde la antigüedad. El actual Petit-Pont es como mínimo la decimotercera réplica del Petit-Pont original, de origen galo-romano. Hasta el encauzamiento del Sena en el siglo XVIII, el puente fue víctima a menudo de inundaciones. La primera inundación que destruyó el Petit-Pont de la que se tiene noticia ocurrió en el año 885. Posteriormente, el puente fue arrastrado por inundaciones sucesivas al menos trece veces entre 885 y 1658, y al menos once veces antes de que se construyera en piedra. Es en la Edad Media, en 1185, que se construye la primera réplica, después destruida en 1196. Entre 1394 y 1406, el rey Carlos VI hace construir un puente de tres arcos. Llevado por las aguas, es restablecido entre 1406 y 1416. Esta última réplica subsiste hasta el siglo XVII. Pero es totalmente destruido por las llamas en 1718, reemplazado un año más tarde por otra réplica siempre de madera. En 1850 un verdadero puente de piedra se construye en su emplazamiento. Conecta el IV Distrito, a nivel de l'île de la Cité, en el V Distrito, entre la calle de Montebello y la calle Saint-Michel.
Durante la Edad Media, el Petit-Pont fue la sede de la llamada Escuela del Petit-Pont, uno de los gérmenes de la Universidad de París, donde enseñaronn Adam du Petit-Pont, Pedro Lombardo, Juan de Salisbury, Gilberto Porretano, y Guillaume de Soissons, entre otros. En 1999, quedó incluido dentro de la delimitación del ámbito de Riberas del Sena en París, bien declarado patrimonio de la Humanidad por la Unesco.